# Размадзе, Илья Омаинович
Илья Омаинович Размадзе (10 мая 1899 года, с. Зеда-Шавры, ныне Амбролаурский район, Грузия — 19 июня 1953 года, Тбилиси) — советский военный деятель, генерал-майор (1944 год).

## Начальная биография
Илья Омаинович Размадзе родился 10 мая 1899 года в селе Зеда-Шавры ныне Амбролаурского района Грузии.

## Военная служба

### Гражданская война
В сентябре 1919 года был призван рядовым в ряды армии Грузинской демократической республики, в боевых действиях против РККА не принимал участия.
После Грузинской Советской Социалистической Республики в ноябре 1921 года Размадзе был призван в ряды РККА и после чего направлен на учёбу в Объединённую Грузинскую военную школу.

### Межвоенное время
После окончания школы в декабре 1922 года был направлен в 1-й Грузинский стрелковый полк (1-я Грузинская стрелковая дивизия, Отдельная Кавказская армия), где служил на должностях командира пулемётного взвода и роты, а с ноября 1923 года — на должности командира взвода и исполняющего должность командира пулемётной роты Объединённой Грузинской военной школы. В период с 1922 по 1924 годы принимал участие в боевых действиях по подавлению антисоветских восстаний на территории ряда районов Грузии.
В 1924 году экстерном закончил за нормальный курс военной школы.
В январе 1927 года был назначен на должность инструктора пулемётного дела в 1-м Грузинском стрелковом полку (1-я Грузинская стрелковая дивизия). В июле того же года был направлен на учёбу на тактико-стрелковые курсы усовершенствования командного состава РККА, которые окончил в августе того же года.
В январе 1928 года был направлен на учёбу на Стрелково-тактические курсы «Выстрел», которые окончил в мае 1929 года, а с ноября по декабрь того же года учился на пулемётных курсах при штабе Отдельной Кавказской армии.
В октябре 1930 года был назначен на должность командира роты Бакинского пехотного училища, а в ноябре того же года направлен на учёбу на бронетанковые курсы усовершенствования командного состава в Ленинграде, после окончания которых в январе 1931 года вернулся 1-й Грузинский стрелковый полк, где служил на должностях начальника полковой школы и помощника командира полка.
В 1936 году был назначен на должность начальника обозно-вещевого снабжения 1-й Грузинской стрелковой дивизии, в сентябре 1937 года — на должность начальника Бакинских курсов усовершенствования командного состава запаса РККА, а в апреле 1940 года — на должность военного коменданта Тбилиси.

### Великая Отечественная война
С началом войны находился на прежней должности.
В феврале 1942 года был назначен на должность начальника Телавского пехотного училища, в июле — вновь на должность военного коменданта Тбилиси, в сентябре — на должность заместителя начальника управления тыла и начальник штаба управления тыла 46-й армии, а в декабре того же года — на должность командира 392-й стрелковой дивизии (12-й стрелковый корпус, Закавказский фронт), которая прикрывала советско-турецкую границу, при этом дивизия дислоцировалась в районе городов Батуми и Кобулети.
В апреле 1943 года был назначен на должность заместителя командира 13-го стрелкового корпуса, который прикрывал побережье Чёрного моря на участке Лазаревское — Батуми и государственную границу СССР с Турцией и Ираном. С 27 марта по 3 мая того же года временно исполнял должность командира корпуса.
В мае 1944 года был направлен на учёбу на ускоренный курс Высшей военной академии имени К. Е. Ворошилова, который закончил в октябре и в декабре того же года был назначен на должность заместителя командира 91-го стрелкового корпуса, который принимал участие в боевых действиях в ходе Варшавско-Познанской и Берлинской наступательных операций, во время которых генерал-майор Размадзе исполнял должность коменданта городов Познань, Франкфурт и Альтенграбоу.

### Послевоенная карьера
В июле 1945 года был назначен на должность начальника отдела комендантской службы Управления Советской военной администрации в Германии — Федеральной земли Саксония, однако с августа того же года состоял в распоряжении сначала Главного управления кадров НКО, с мая 1946 года — Военного совета Закавказского военного округа, а с сентября — Управления кадров Сухопутных войск.
В октябре 1946 года был назначен на должность начальника военной кафедры Грузинского индустриального института, однако с ноября 1948 года состоял в распоряжении Управления кадров Сухопутных войск, и в июне 1949 года был назначен на должность начальника военной кафедры Грузинского политехнического института.
Генерал-майор Илья Омаинович Размадзе в июне 1952 года вышел в отставку. Умер 19 июня 1953 года в Тбилиси.

## Награды
- Орден Ленина;
- Орден Красного Знамени;
- Орден Отечественной войны 1 степени;
- Два ордена Красной Звезды;
- Медали.